# James E. Gunn (astronome)
Pour les articles homonymes, voir James E. Gunn et Gunn.
James E. Gunn, née le 21 octobre 1938 à Livingston, est un astronome américain.

## Biographie
Gunn obtient son doctorat du California Institute of Technology en 1966. Il rejoint l'université de Princeton deux ans plus tard et détient maintenant la chaire Higgins d'astronomie de cette université.
Les premiers travaux théoriques de Gunn aident à comprendre la formation des galaxies et les propriétés du milieu intergalactique. Il a aussi suggéré des tests pour confirmer la présence de matière noire dans les galaxies et a prédit l'effet Gunn-Peterson sur le spectre des quasars lointains.
La plupart des travaux plus récents de Gunn portent sur des programmes d'observation importants. Il a développé l'une des premières utilisations d'un appareil photographique numérique pour l'observation de l'espace.
Il est le découvreur de la comète 65P/Gunn.
L'astéroïde (18243) Gunn a été nommé en son honneur.

## Récompenses
Entre autres :
- 1988 : Prix Heineman
- 1994 : Médaille d'or de la Royal Astronomical Society[1]
- 2005 : Prix Crafoord avec James Peebles et Martin Rees[2]
- 2005 : Henry Norris Russell Lectureship
- 2005 : Prix Peter-Gruber de cosmologie
- 2013 : Médaille Bruce